# Шидо
Шидо (итал. Scido) је насеље у Италији у округу Ређо ди Калабрија, региону Калабрија.
Према процени из 2011. у насељу је живело 927 становника. Насеље се налази на надморској висини од 455 м.

## Становништво
Према резултатима пописа становништва 2011. у општини је живело 976 становника.
| 1931. | 1936. | 1951. | 1961. | 1971. | 1981. | 1991. | 2001. | 2011. |
| ----- | ----- | ----- | ----- | ----- | ----- | ----- | ----- | ----- |
| 2.156 | 2.225 | 2.257 | 1.835 | 1.455 | 1.291 | 1.152 | 1.047 | 976   |